# 레오 들리브

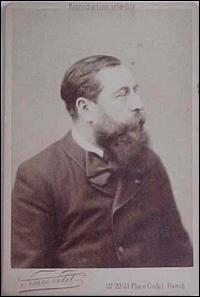
레오 들리브 (1885)

클레망 필리베르 레오 들리브(프랑스어: Clément Philibert Léo Delibes, 1836년 2월 21일~1891년 1월 16일)은 프랑스의 작곡가이다. 파리 음악원에서 아당 등에게 배워 1853년 테아트르 리릭의 반주자 및 교회 오르가니스트가 되었으나 이윽고 오페라 코미크나 오페레타, 발레 음악의 작곡가로서 유려한 작풍으로 널리 애호되고 알려졌다. 1881년에 음악원 작곡법 교수, 1884년에 예술원회원. 대표작으로는 발레곡 <코펠리아>, <실비아>, 오페라 <라크메> 외에 가곡 등이 있다. 한편 그와 거의 같은 세대의 극음악 작가로 에르네스트 레이에(1823-1909), 테오도르 뒤부아(1837-1924), 샤를마리 비도르(1845-1937) 등이 있다.